# Generator
za druge pomene glej Generator (razločitev)
Generator je v teoriji grup tisti najmanjši del grupe, s katerim lahko dobimo vse elemente grupe z v grupi določenim množenjem.